# Fanesca
La fanesca è una zuppa tradizionale della cucina ecuadoriana, derivato dalla fusione della tradizione indigena con la cultura gastronomica spagnola, preparato durante la Settimana santa, solitamente il Giovedì o il Venerdì Santo.

## Origine
Esistono diverse versioni sull'origine della fanesca, come quella che narra di un chef francese portato dagli spagnoli che avrebbe ideato un piatto pesante per penitenza durante la settimana santa, oppure un'altra che lo farebbe derivare da una donna di nome Juana che lo avrebbe inventato nel monastero di Quito e che fu, per questo, inizialmente chiamato Juanesca. Tuttavia, gruppi di studio ecuadoriani affermano che l'origine del piatto risale all'epoca preispanica. Pare che questo piatto si chiamasse in quechua "uchucuta" (che significa "grani teneri cotti con peperoncino ed erbe"), ed era preparato in occasione della festa chiamata Muchuc Nina (o giorno del Fuoco Nuovo), che cadeva, per gli indigeni, nel periodo successivo alla stagione del raccolto, che coincideva nella zona dell'attuale Ecuador con la fine di marzo.
Successivamente, durante il colonialismo spagnolo, era norma per gli europei combinare le credenze indigene con quelle cattoliche, così che il piatto divenne un simbolo della Settimana santa, che coincideva, più o meno, con le celebrazioni successive al raccolto dei prodotti agricoli (fave, piselli, fagioli, melloco, zucca siamese) da parte degli indigeni. Col passare del tempo gli spagnoli, oltre ad altri grani più tipicamente europei come fave e lenticchie, aggiunsero nella ricetta latticini e baccalà e il piatto divenne sempre più rappresentativo della tradizione cattolica, con i dodici grani che rappresentano gli apostoli e il baccalà che rappresenta Gesù.

## Caratteristiche
Gli ingredienti e la preparazione variano a livello regionale ed è tipicamente preparata e servita solo durante la Settimana Santa, prima di Pasqua. È una zuppa i cui ingredienti primari sono foglie di zucca siamese, arachidi e dodici diversi tipi di fagioli e cereali, tra cui fave, lenticchie, piselli, mais, chocho e altri, che rappresentano i dodici apostoli di Gesù. Questi vengono cotti nel latte e con il baccalà, che rappresenta il pesce dell'Ultima Cena, senza nessun tipo di carne rossa a causa del divieto religioso cattolico durante la Settimana Santa. Può essere guarnita con uova sode, platano fritto, prezzemolo e altre erbe aromatiche.
La Fanesca viene consumata a mezzogiorno (il pasto più importante della giornata nella cultura ecuadoriana) e la sua preparazione coinvolge tutta la famiglia nei giorni precedenti il pasto, in particolar modo per la sgranatura dei cereali e dei legumi.